# Vrijwillige Inkoop- en Verkoop Organisatie
ViVo (Vrijwillige Inkoop- en Verkoop Organisatie) was een Nederlandse kruideniersketen die in 1942 werd opgericht als samenwerkingsverband van onafhankelijke kruideniers. In 1960 waren zo'n 2000 winkels aangesloten bij deze formule.

## Acties
Bekend was de slagzin ViVo deelt de lakens uit voor een langlopende actie waarbij klanten wapentjes konden sparen voor gratis linnengoed. Als lokkertje had de ViVo ook met regelmaat speciale acties. Daarbij kon men bij boodschappen kartonnen bouwplaten krijgen van de Mercury-, Gemini- en Apollo-ruimtevaartcapsules (populair in de jaren zestig), het tweewekelijkse stripblad Prins Valiant kopen voor ƒ 0,25 en nog later een maandelijks stripboek. Ook kon men met ViVo-spaarzegels reischeques sparen, waarmee men aan het NS-loket treinkaartjes kon kopen.

## Fusies
In 1966 ontstond uit een fusie van ViVo grossiers de organisatie Unigro (Unie van Grossiers).
In 1980 werd UniGro overgenomen door Albada Jelgersma, de eigenaar van de kruideniersketen VéGé. In 1996 fuseerde Unigro met De Boer winkelbedrijven tot Super De Boer.